# 証券化
証券化（しょうけんか、英: Securitization）とは、帰属主体（オリジネーター）から原資産を特別目的事業体(SPV)等へ移転させ、原資産から生じるキャッシュフローを裏づけとした、資産担保証券などの流動性が高い金融商品を発行する技術である。

## 概要
証券化では、売却した資産を、関連会社にとどめるのではなく、その会社から完全に切り離すことが重要となる。またその背景には、この資産売却についてこれまでと同様の財務内容の急迫を脱する一時的な方策としての側面だけでなく、
1. 戦略的に財務内容のスリム化、つまりより小さな資産での効率的経営を追求する側面が強調されること、
2. 資産保有がリスクアセットの保有であることが注目され、リスクアセットを売却によりバランスシートから外すことの積極的意義が強調されるようになっていること

など、企業の財務戦略としての継続的・積極的手法としての側面が強調されていることを挙げることができる。これらの現代的な特徴は、オフバランス化の効果と呼ばれることがある。
これは逆に考えると資産を第三者である投資家に売却することが可能になったということであり、そこにはそれを可能にした証券化の技術といわれる問題がある。またこのような資産を購入する投資家がいかに形成されたかという問題も検討されなければならない。
証券化の法律的技術としては、原資産を売却したオリジネーターが倒産した場合の影響をスキームに影響させないため、オリジネーターと証券化の母体となる導管（SPV）との間の倒産隔離（bankruptcy remoteness）をいかに確立するかが重要である。
また証券化では証券化で生み出された資産が、原資産に比べてより安全な資産に変換されていることも重要である。
証券化の実施にあたっては、各当事者の利益を確保するため厳格な手続が履践される。原資産は必ず厳しいデュー・ディリジェンスを受けてから倒産隔離のため真正売買される。その売買にも法律的、会計的見解が必要とされる。それにより証券には格付け機関による信用格付けが付与される。また、証券の信用補完のために損害保険会社等による保険（債務保証）が掛けられる場合もある。

### 投資家保護措置
証券化するとき投資家保護のため、オリジネーターが対象資産を処分することができないように、対象資産をオリジネーターおよびその利害関係者から分離する必要がある。そのため、オリジネーターが自ら証券を発行するのではなく、オリジネーターから資産を譲り受けた上でSPVが証券を発行する。この仕組みを倒産隔離という。
この倒産隔離を法的にどのように実現すべきかについては諸説があるが、原資産の売却が真正売買（true sales）となっているかが問題だといえる。
真正売買の要件としては、
1. 当事者の意思、
2. 第三者対抗要件の具備、
3. 価格の適正性、
4. 会計上のオフバランス

などが挙げられる。
具体的な手法としては以下のようなものが用いられる。
SPV方式
証券化対象資産を保有することのみを目的とする法人（Special Purpose Vehicle。Special Purpose Companyとも。）を設立し、その出資者に議決権を与えないことで、対象資産とオリジネーターを切り離す。これをより徹底するため、出資者をケイマン諸島などに設立する持株会社とすることもある。
信託方式
オリジネータが信託委託者、信託免許をもつ信託会社または銀行が受託者として、委託者が当該金融資産を受託者に譲渡し、それが信託勘定に組み入れられる。信託勘定に設定された譲渡資産は、受託者自体の破産から法律により分離されなければならないとされている。ただし、破産してやっと分離されるのであり、受託資産は受託者が運用できる。この点で信託方式は倒産隔離として不完全であり、発行債券の価値が損なわれない場合であっても運用によっては投資家と利益相反する可能性が残る。信託受益権は、受託者が発行し、紙の形で保有される。
信託業法の2004年12月改正以降は、節税効果も期待されている。
知的財産権の証券化では信託会社が自ら知的財産の活用等を図ることもできる。
その他、組合を用いる方法もあるが割愛する。
資産を譲り受けたSPVが破綻することを防ぐため、SPVには証券発行以外の役割を与えないことも倒産隔離の一手法として用いられている。
リスクを証券化した場合は原資産が現物の場合と異なり、特別目的事業体が債務を負うため、倒産隔離は不完全なものとなる。また、信託方式で利益相反を防ぐために国債へ投資をしていた場合は元本割れのときに原資産を目減りさせることとなる。

### 優先劣後構造
同一の原資産を優先劣後構造に証券化すると、優先度の高い順に、シニア債、メザニン債、ジュニア債が発行される。原資産の価値が目減りしたとき、まず株式から損害を受ける。目減りがさらに多いときは、ジュニア債、メザニン債、シニア債にも順に被害が出る。ただし、この債権部分は先取特権との優先関係が問題となる。証券化の優先劣後構造は、企業金融だけでなく、一般の資産担保証券および信用リスク担保証券の発行に加え、不動産証券化でも採用されている。
これは証券化の経済的な技術といえるだろうが、具体的には、まず購入する債権が選別されていること、次に債権が集合されて破綻割合が統計的に予測されるものに性格を変えていることが注目される。そして、それに加えて内部的な信用補完（internal credit enhancement）として、超過担保（資産から生み出される収益の一部を支払いの担保として留保すること）などが、また外部的な信用補完（external credit enhancement）としては、損害保険会社による支払い保証や、格付け機関による信用格付けなどが加わり、証券化資産の安全性が高められている。そして債券を信用リスクの違いによって階層化し、投資家のリスク許容力に応じた債券が用意されていること（優先劣後構造という）も重要で、内部的信用補完ともいえる優先劣後構造の点も外部の投資家からみれば、安全性を高める仕組みである。
この優先劣後構造における劣後部分、つまりエクイティにあたる部分のリスクを誰が負担するか、誰が保有するかは証券化で注目される点である。このリスクをオリジネーター、つまり資産証券化を仕組む側が保有したままでは、証券化は徹底されていないともいえる。しかしリスクに見合った収益が設定されることで（これを証券の構造を階層化するという）、このリスクの高い部分についてもリスク負担を合理的に判断した第三者による投資が成立する（つまりリスクの第三者への転嫁は可能）と考えられる。
この場合のリスクはクレジットリスクである。このリスクをさらに別の投資家に転嫁する仕組みとしてクレジット・デフォルト・スワップ（CDS (credit default swap)）がある。これはデフォルト時の債務支払いと、プレミアムとを交換するもので、支払い保証保険とよく似ている。問題は、CDSのリスクをいかに軽減するか、予測可能なものに変化させてゆくかである。そこで登場したのがSCDO(synthetic collateralised obligation)合成債務証券(あるいは合成担保債務証券)と呼ばれる証券である。CDSで払い込まれたプレミアムは、実際に偶発債務が生ずるまでは、安全な適格資産で運用され、偶発債務発生（イベントリスク）に備えるのだが、この仕掛けそのものを証券化し、第三者による投資を可能にする(つまりリスクを社会的に分散する)仕組みが合成債務証券なのである。
劣後部分はそのリスクの高さゆえに市場で余剰となるようにも思われるが、実際には市場構造が一定の歯止めをかけている。オリジネーターとしての銀行は、BIS規制対策として証券化を利用している。バランスシートで保有している貸出債券を証券化するとき、劣後部分はオリジネーターである銀行が保有するのが普通である。また、自己資本のさらなる活用と株主資本利益率向上を目的としても、銀行は証券化を活用している。

## 歴史
不動産担保証券の初期の例は、19世紀半ばのファーム鉄道不動産ローン債権で、これらは1857年恐慌の一因ともなった。

### 民間MBSの始まり
1968年、ファニー・メイからジニー・メイが分離した。ジニー・メイは1970年に、民間金融機関から買い取った連邦住宅局（アメリカ合衆国の経済史#世界恐慌: 1929年-1941年下部参照）保証付のモーゲージのプールを裏づけとして不動産担保証券（MBS）を発行した。1971年からはフレディ・マックが連邦住宅局等に保証されないモーゲージを買い取りMBSを発行するようになった。1977年、ソロモン・ブラザーズで働くジニー・メイ債トレーダーの考案で、グランター・トラスト（委託者課税信託）を特別目的事業体に用いた民間MBSが発行されたが、普及には課題があった。第一には、各州の証券法（青空法）に規定がないという問題があり、また、機関投資家側の会計処理が独特の入金パターンについていけないという技術的問題もあった。原資産のモーゲージが金利低下局面などに期限前弁済されると、MBSも期限前償還されたのである。そこでソロモン・ブラザーズは、オリジネータである貯蓄貸付組合との関係構築や、投資家へ情報を提供できる体制整備などを図った。

### アービトラージ（裁定取引）目的での利用
その後、世界的なドル不足が慢性化した。このため世界で証券が氾濫した。国際機関や多国籍企業の金融ではユーロ市場が盛況となってゆくが、住宅ローンや公社債は地場金融を利用するのが普通であった。後者はユーロ市場と比べて一件の起債規模が小さかったので、それらの合理化は証券化の役割であった。これも銀行離れと関係が深い。
それはたとえば、既存のパススルーMBSを束ねて償還期間の異なる複数のクラスの債権に組み替えたものとか、雑多な債権を買い集めて優先劣後構造に組み替えたものである。後者の典型がジャンク債を束ねたものである。仕入れた証券の利回りよりも、組み替えて作り上げた証券化商品の金利払いが少なくて済むようにした。もう一つのパターンは、オリジネーターとは関係のない外部の不良債権ファンド等が、銀行の不良債権処理に参加して、買い集めた不良債権を証券化する場合である。
原資産のリスクは隠され不相応に高格付けされた。1985年にはブルーチップが大量に格下げされ、堕天使と呼ばれた。

### MBSと信用創造
セカンダリー・バンキング商戦においては、現金の絶対量が必要とされた。USドル高とニクソン・ショックが起こり、管理通貨制度が信用創造の道を拡げた。住宅ローンをMBSに証券化するとき、実は信用創造が行われていた。この場合で、OTDという規制の緩い方法が存在した。現金の絶対量は確保されたが、しかしアメリカ合衆国で流通する交換手段に現金の占める割合は極端に落ち込んだ。世界金融危機の序盤でOTDを利用した副作用がおこって、銀行で縮小したはずのバランスシートが膨れて不良債権が累積した。

## 証券化の種類

### 証券化の種類（総論）
証券化のスキームには色々なものがあるが、特別目的会社(SPC Special Purpose Companies)が資産の買い手になって、資産担保証券(ABS Asset Backed Securities)を発行するSPC方式や、資産を信託形式で信託銀行が預り小口化した受益権証券を発行する信託方式などが代表的な手法である。証券化の対象となる資産はリースやクレジットの債権、銀行の貸出債権、不動産、さらには事業収入など様々である。
財務的に困窮した企業がその資産、それも売却を予定していなかった資産を売却して当座の運転資金を確保することはかなり前から見られる。そうした以前から見られる売却と今日の証券化とは幾つかの違いがある。かつての資産売却では、売却は見かけだけで購入者は、その企業の関連会社などのことが多かった。売却の目的は期末の決算の数値を良くするためということがあった。昔からあるこうした手法の一つは セール・アンド・リースバック(sale and leaseback)と呼ばれるもので、売却した資産を相手方から借りて使用を続けるものである。その後、会社の財務内容が改善されたとき、その資産を買い戻すことも見られた。
原資産の原因を相対取引に限らなければ、投資信託も証券化である。
また、不動産を原資産とする不動産証券化、住宅ローンを原資産として発行するRMBS、債権を原資産として発行する債務担保証券といった、原資産によるバリエーションもある。
債務担保証券の典型はシンジケートローンを原資産として発行するユーロ債である。
事業も原資産とすることができる（Whole Business Securitization）。
仕組債の発行も証券化にふくめるときがある。
広義の証券化は金融市場の重心が直接金融に移ってゆくことをさすので、この場合はいわゆる銀行離れ（英: Disintermediation）とほぼ同義である。

### アセット・ファイナンス
アセット・ファイナンスとは、原資産の信用力を活用して、間接金融より低コストでの資金調達を実現する金融技術である。
アセットとくに事業資産を活用して、資金を調達することも証券化と密接につながっている。特定事業を会社の資産に見立てると、その事業から生み出される将来の収益を担保に貸付を行うプロジェクト・ファイナンスも、証券化の一つの形態とみることができる。
アセット・ファイナンスの一般的なストラクチャーは以下のとおりである。
証券会社等のアレンジャーが立案した証券化の仕組みに基づいて、原所有者であるオリジネーターの原資産を、信託会社や信託銀行ないしは特別目的会社などのSPVに移転し、当該SPVを発行会社として証券化証券を発行し、当該証券をアレンジャーが引き受け・販売し、販売代金をオリジネーターに引き渡す。原資産から得られるキャッシュ・フローをSPVが委託したサービサーが回収し、証券化証券の弁済に充当するものである。オリジネーターは原資産を処分して対価を得ていることになる。

### リスクの証券化
クレジットデリバティブを組み込んだ証券発行は、クレジットデリバティブを裏づけとした証券化である。リスクだけを切り離して移転させる取引である。オリジネーターである銀行は、自行ポートフォリオで信用リスクをはずしたい債権についてクレジット・デフォルト・スワップ契約を特別目的事業体との間で結ぶ。契約内容は、対象債権が不履行となった場合、損失を特別目的事業体から補償してもらうが、その代わりオリジネーターは特別目的事業体に契約期間中プロテクション料を支払うというものである。機関投資家は、特にカバーしたいリスクを選んで防御することもできるのである。特別目的事業体は投資家向けに債券を発行するが、補償支払に備えて、債券の売り上げは国債等で運用される。投資家に対する金利の支払は、オリジネーターからのプロテクション料と国債の利子で行われる。対象債権が不履行となって補償金を支払った場合、発行債権全体としての元本償還は減額する。これを見越した投資ができるように、やはり債権は優先劣後構造をとることが多い。

#### OTH金融
伝統的なモーゲージ金融を指して、OTH（Originate to hold）と呼ぶことがある。この性質について、かつては鋳貨融通のイメージにとらわれた金融仲介説が主張されていた。しかし管理通貨制度が通用する現在では、モーゲージ貸出をすると銀行の帳簿にモーゲージ債権と預金債務が生まれると考える（信用創造説）。信用創造によって銀行は三つの変換を遂げる。銀行は貸付債権と預金債務を両建てで創出し、信用力の低い借り手の債務を自行の信用力の高い債務へ変換する（信用変換）。銀行は長期債権と短期債務を両建てで創出し、借り手の長期債務を銀行の短期債務に変換する（満期変換）。銀行は流動性の低い債権と流動性の高い債務を両建てで創出し、流動性の低い借り手の債務を流動性の高い銀行の債務に変換する（流動性変換）。信用変換と流動性変換については、連邦預金保険公社と連邦準備制度がそれぞれの安全装置となっている。満期変換に対する保護はとりわけ厚く、ファニー・メイがモーゲージを買い支えたり、エージェンシー（政府＝ジニー・メイ）と政府支援機関（GSEs）がモーゲージを証券化したりした（これは次節であつかうOTD金融の一つである）。邪魔といえば支払準備率だけであった。

#### OTD金融
現代型のモーゲージ金融を指して、OTD（Originate to distribute）と呼ぶことがある。証券化ありきを表現したネーミングであるが、モーゲージをMBSへ証券化する金融である。OTDの特徴は、貸出債権の証券化と、預金通貨の変質（MMFとかレポ債権）である。前者の動機は、金利急騰時の逆ザヤ防止と、1991年導入された自己資本比率規制に対応するためのバランスシート縮小である。預金通貨の変質には預金者、特に機関投資家の意向が働いたとみられる。
OTD金融には二種類ある。エージェンシーと政府支援機関が行うものと、民間で行うものである。民間の場合、金融持株会社を利用するか、ブラックロックなどのシャドー・バンキング・システムに頼るかを選ぶ。

### レポ債権と資産担保コマーシャルペーパー

#### 政府系OTD
エージェンシーと政府支援機関が行うOTDは1970年代に始まり、1980年代から本格化した。仕組みを順に追ってみる。前節のごとく、モーゲージ貸出をすると銀行の帳簿にモーゲージ債権と預金債務が生まれる。銀行の預金債務は、借り手の預金通貨であるが、すぐに物件の代金として支払われて売り手の預金通貨となる。売り手は預金通貨をMMF等で運用する。ここから4通りに分かれる。①連邦住宅貸付銀行がオリジネーターの銀行からモーゲージ債権を購入する（三つの変換）。②GSEsが購入し、エージェンシーMBSを発行する。③投資銀行がレポや資産担保コマーシャルペーパー（以下ABCP）で資金調達し、MBSを在庫保有する。④GSEsがモーゲージ債権とMBSの在庫を資産側に保有し、エージェンシー債・割引手形を発行する（三変換）。①から④いずれの場合も、銀行はモーゲージを売却しバランスシートを相殺・消滅させる。こうして銀行は準備金と自己資本を積むことなく信用創造ができる。1980年代後半以降、①から④の手法が広まった。これらを可能とするためにMMF等の機関投資家は、エージェンシー債・手形割引、エージェンシーMBS、ABCPへ投資したり、レポ融資を行ったりしている（三変換）。

#### 持株会社OTD
今度は金融持株会社を利用するOTDの仕組みをみてみよう。前節のごとく、モーゲージ貸出をすると銀行の帳簿にモーゲージ債権と預金債務が生まれる。銀行の預金債務は、売り手の預金通貨となり、MMF等で運用される。この後3通りに分かれる。①証券子会社の管理する導管体がABCPを発行し、モーゲージ債権の購入と在庫保管を行う。②証券子会社がモーゲージ債権をSPV勘定へ移転し、ABCPやレポ債務で資金調達する。③証券子会社がSPV勘定でモーゲージを原資産にMBSを発行する。金融持株会社傘下の投資部門（SIV）やヘッジファンドはABCP発行、レポ債務等で資金調達し、MBSを保有する。MMF等の機関投資家はABCP、レポ債務等の債券を保有する。①から③いずれの場合も銀行子会社のバランスシートは相殺される。①から③で発行されたABCPは、銀行子会社が割引に対応する。これは、たとえばABCPの借換ができなくなると銀行子会社のバランスシートが復活するということである。ユニバーサル・バンクの弱点は、世界金融危機で露呈した。

#### 機関型OTD
シャドー・バンキング・システムによるOTDは三類型が存する。しかしここでは「多角的ビジネスを行う独立系投資銀行による証券化」だけにしぼって仕組みを書くことにする。まず、投資銀行の金融子会社がコマーシャルペーパーや借入金等で資金を調達し、モーゲージ貸付をする。金融持株会社傘下のマルチセラー導管体がABCPを発行してモーゲージ債権を在庫保有する。ABCPは金融持株会社傘下の銀行子会社がいつでも割引を受け付ける。そのモーゲージ債権を証券子会社は購入し、SPV勘定で保有して、それを原資産にMBSを組成・発行する。資産担保証券や債務担保証券の発行も行う。導管体や証券子会社取引勘定などがABCP発行とレポ債務によって資産担保証券を在庫保有する。資産担保証券は金融持株会社傘下の銀行子会社がいつでも売りつけに応じる。MMFがABCPやレポ債権を保有する。内外信用ヘッジファンド、自己勘定取引デスクが、レポで資金を調達、資産担保証券・債務担保証券を保有する。ABCP市場で流動性が失われ、銀行子会社で買うことになると、銀行子会社の信用創造が失われ、銀行子会社のバランスシートが拡大する。この仕組みを信用創造の観点から整理する。
- 独立系投資銀行は商業銀行子会社をもたないので、モーゲージ貸付のとき預金通貨の創造は行われない。
- モーゲージ債権を在庫保有するとき導管体が発行するABCPは銀行の偶発債務を拡大させる。
- 投資銀行の証券化を支えるのは金融持株会社傘下の銀行子会社である[注釈 10]。
- 投資銀行は、傘下・非傘下のヘッジファンドに対して資産/債務担保証券を担保にレポ貸付を行い、その一方で、MMFや金融持株会社傘下の銀行子会社からレポ借入を行っていた。借入が貸付を上回ったので、投資銀行はネットでレポ債務を負っていた。レポ市場で流動性が失われると、グループ内銀行子会社の信用創造に頼れなくなった。
- 投資銀行には連邦準備制度からの借入経路が存在しない[10]。

2007年6月12日、ベアー・スターンズ傘下の2つのヘッジファンドが計上した損失が報じられた。そのうちの1つは（High-Grade Structured Credit Strategies Enhanced Leverage Fund）、投資家の出資金6億ドルを元手に借入をして60億ドルの資産運用を行っていた。借入の形態は、保有する資産担保証券の買戻し条件付売却（レポ借入）であり、主要な債権者はメリルリンチ、シティグループ、JPモルガンなどであった。メリルリンチは担保にとっていた債務担保証券の1/4も売却できなかった。
2010年からボルカールールが自己勘定取引やヘッジファンドへの投資等を原則禁止した。